# Georges Linssen
Georgius Christiaan Pius (Georges) Linssen (Roermond, 22 april 1929 − aldaar, 5 juli 2019) was een Nederlands werkgeversverenigingsbestuurder en historicus.

## Biografie
Linssen werd geboren als zoon van het hoofd van de rooms-katholieke jongensschool Sint Lambertus te Swalmen Gerardus Hubertus Linssen (1897-1975) en Maria Hendrika Hubertina Schulpen (1904-1979). Hij trouwde in 1961 met Mieke W.T. Ambaum met wie hij verscheidene kinderen kreeg. Hij studeerde bedrijfseconomie aan de Katholieke Hogeschool te Tilburg waar hij in 1969 promoveerde op Verandering en verschuiving. Industriële ontwikkeling naar bedrijfstak in Midden- en Noord-Limburg, 1839-1914. Vanaf 1 april 1968 was hij secretaris van de Limburgse (Katholieke) Werkgeversvereniging, vanaf 1978 tevens plaatsvervangend secretaris van het Nederlands Christelijk Werkgeversverbond. In die laatste functies speelde hij een rol in de ontwikkeling van de werkgelegenheid in Limburg, bijvoorbeeld als commissievoorzitter die in 1974 een rapport uitbacht (Nota buitenlandse werknemers) inzake arbeidsimmigranten.
Naast zijn werkzaamheden hield Linssen zich bezig met de geschiedenis van Roermond en Limburg in het bijzonder waarover hij tientallen publicaties deed verschijnen, met name over Limburgse bedrijfsgeschiedenis. Ook werkte hij in 1979 mee met een tentoonstelling in Venlo over Honderd jaar industrie in Noord-Limburg, 1839-1939. Voorts voerde hij de eindredactie van verscheidene historische bundels en schreef enkele biografische portretten van Limburgers.
Dr. G.C.P. Linssen was Officier in de Orde van Oranje-Nassau en in de Kroonorde van België, en erevoorzitter van het Sociaal Historisch Centrum voor Limburg; hij overleed in 2019 op 90-jarige leeftijd.

### Eigen werk
- Verandering en verschuiving. Industriële ontwikkeling naar bedrijfstak in Midden- en Noord-Limburg, 1839-1914. Tilburg, 1969 (proefschrift).
- Vorming en onderwijs. Schets van vijf en zeventig jaar ontwikkeling van het technisch onderwijs in Roermond en omstreken. [Roermond, 1983].
- Papier in Nijmegen. Voorgeschiedenis en ontwikkeling van KNP Nijmegen b.v. ter gelegenheid van het tachtigjarig bestaan in 1988. [Z.p.], 1986.
- Van Spaendonck: een case-study naar bemiddelingsgedrag. Een schets van de spilfunctie, die mr. dr. B.J.M. van Spaendonck (1896-1967) innam temidden van bedrijfsleven en overheid. Tilburg, 1994.
- Een hart van staal. Historische schets van B.V. Mechanische Industrie Habets, 1944-1994. Nuth, 1994.
- In het teken van werk. Roermond, 1996.

### Eindredactie
- Tot heil der zieken. Bijdragen over de ontwikkeling in de ziekenzorg te Roermond ter gelegenheid van het vijftigjarig bestaan van het Sint-Laurentiusziekenhuis in 1981. [Roermond], 1981.
- Onder dak bij St. Jozef. Bijdragen over de geschiedenis van Bouwvereniging St. Jozef te Roermond ter gelegenheid van het vijfenzeventigjarig bestaan in 1984. Roermond, 1984.
- Visies veranderen. Bijdragen over de ontwikkeling van Jong Management NCW ter gelegenheid van het zeventigjarig bestaan in 1986. [Z.p.], 1986.
- Thuis in het Godshuis. Bijdragen over de geschiedenis van het R.C. Godshuis ter gelegenheid van het tweehonderd en vijftigjarig bestaan in 1989. [Z.p.], 1989.